# Нестеренко Іван Васильович
Іван Васильович Нестеренко (нар. 23 липня 2003) — український футболіст, півзахисник полтавської «Ворскли».

## Клубна кар'єра
Вихованець молодіжних академій «Металурга» (Запоріжжя), «Шахтаря» (Донецьк) та МФК «Металург» (Запоріжжя).
У січні 2021 року підписав контракт з «Ворсклою». Виступав за юнацьку та молодіжну команди полтавчан. За першу команду «Ворскли» дебютував 24 квітня 2021 року в програному (0:3) виїзному поєдинку 23-го туру Прем'єр-ліги проти ковалівського «Колоса». Іван вийшов на поле на 85-ій хвилині, замінивши Олів'є Тілля.

## Кар'єра в збірній
У березні 2021 року Нестеренко викликаний до попереднього складу юнацької збірної України (U-18), з якою, як очікувалося, повинен був взяти участь у підготовці до відбіркових матчів до юнацького Євро-2022, але згодом збір скасували через пандемію коронавірусу.